# Amizmiz
Amizmiz (du berbère : ⴰⵎⵥⵎⵉⵥ - ameẓmiẓ  ; en arabe : أمزميز) est une petite ville de la province d’Al Haouz au Maroc.
Peuplée par 21445 habitants au Maroc et située à 55 kilomètres au sud-ouest de Marrakech, elle se dresse au pied du Haut Atlas.
L'étymologie la plus probable suggère une connexion avec le mot asemmid ("froid" en tamazight). La racine du mot ("SMD") se retrouve également dans "Masmuda", la fameuse confédération tribale du Haut Atlas d'où est issue la dynastie Almohade.
Le village est séparé en deux parties par un oued portant le même nom. Le bourg principal se nomme Amizimiz-Amadel et est situé en rive droite de l'oued, l'autre bourg, nommé Amizmiz-Regraga, est situé sur les hauteurs en rive gauche de l'oued, tandis que la route qui mène vers le barrage d'Ouirgane abrite le cercle d'Amghras.
Amizmiz est le centre d'un ensemble de douars célèbres par leurs productions agricoles avec notamment les noix, la grenadine, mais surtout l'huile d'olive, véritable marque de fabrique de cette région qui avait ébloui les Français pour ses richesses aussi bien naturelles que culturelles ; en effet, cohabitaient dans cette contrée aussi bien des juifs et musulmans Amazighs que des Français installés depuis les années 1920 et ce jusqu'à la fin du protectorat français en 1956.
Les Imezmizen célèbrent leurs mariages et leurs cérémonies ou moussems en dansant et chantant l'ahouach, vêtus de djellabas blanches pour les hommes alors que les femmes se décorent de joailleries amazighes sur le front et sur les mains avec l'indispensable tazerzit (un des symboles de la culture amazigh) sur les épaules.
Les montagnes boisées dominant Amizmiz abritaient autrefois une faune riche et diverse, dont le lion de l'Atlas (izem ou bien aguerzam en tamazight), le léopard d'Afrique du Nord (aghilas), la hyène rayée (ifis), le mouflon à manchettes (awdad), la gazelle dorcas (tazzunkt).
La population est constituée principalement de Berbères qui parlent le dialecte chleuh. Dans le passé, les berbères d'Amizmiz se seraient rendus dans la région de la Chaouia pour y établir une tribu, aujourd'hui une tribu se nommant Mzamza fait partie de la confédération tribale de la Chaouia.
Le souk réunissant les gens des villages berbères des alentours a lieu le mardi.
La ville est facilement accessible par les taxis (environ 15 dirhams, équivalent à 1,5 €) et les bus de Marrakech (environ 13 dirhams, équivalent à 1,3 €), au départ de Bab Rob.- Ces informations nécessitent une mise à jour. En novembre 2023, même un taxi intra-urbain à Marrakech coûte 50 dirhams (5 €) comme tarif de base.
Une ligne directe de bus en provenance de Casablanca et au départ de Aïn Barja assure le trajet tous les jours.

## Démographie
| 1994  | 2004   | 2014  | 2024   |
| ----- | ------ | ----- | ------ |
| 9 374 | 15 783 | 21445 | 13,840 |

## Personnalités liées à la ville
- Le docteur Henri Dubois-Roquebert (1891-1971), médecin personnel et ami des rois Mohammed V et Hassan II. Il se fit construire une résidence d'été à Amizmiz, aujourd'hui habitée par un infirmier au dispensaire de la commune.

## Galerie

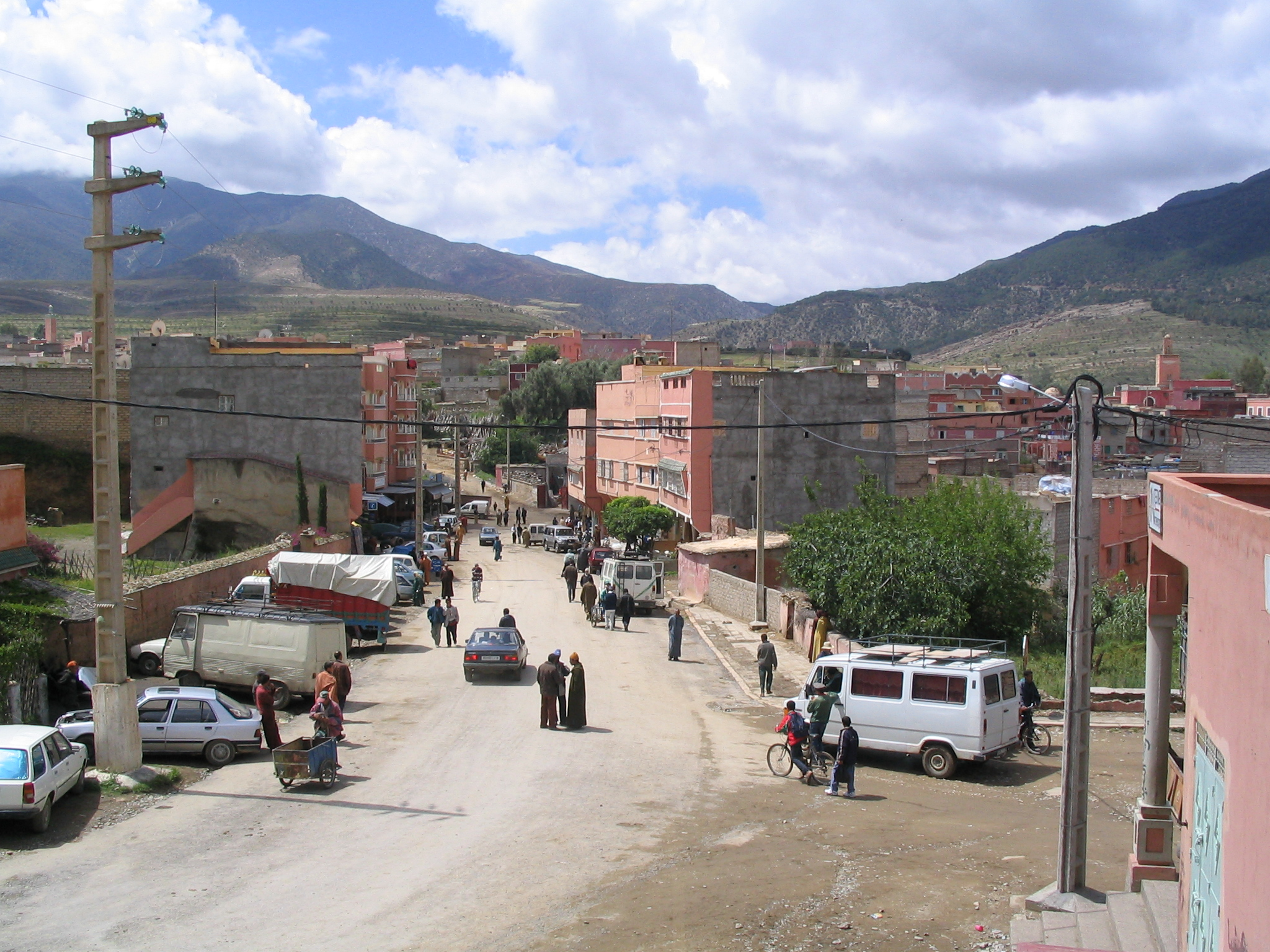
Amizmiz village
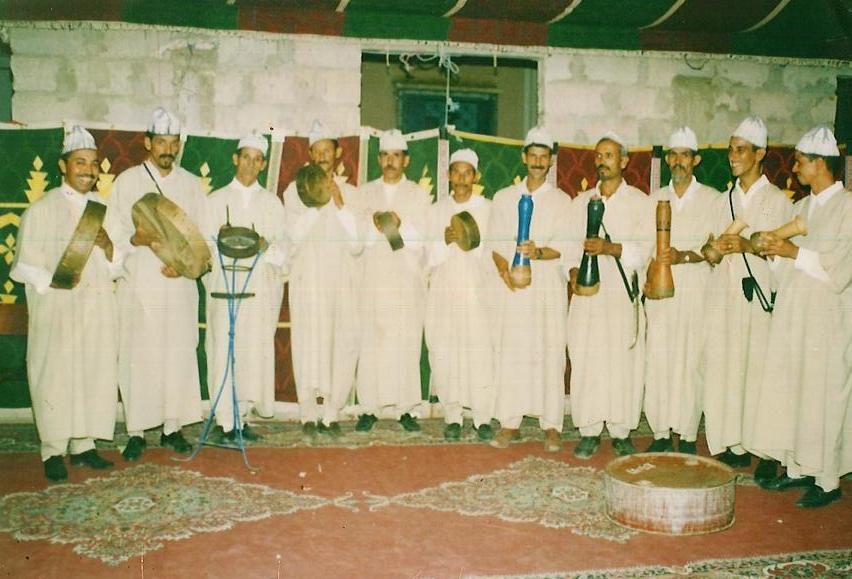
Folklore d'Amizmiz